# Виртанен, Отто
Отто Виртанен (фин. Otto Virtanen;род. 21 июня 2001, Хювинкяа, Южная Финляндия) — финский профессиональный теннисист.

## Спортивная карьера
Виртанен выиграл парный титул среди юношей на Уимблдонском чемпионате в 2018 году. В декабре 2018 года Виртанен выиграл турнир Orange Bowl в одиночном разряде.
В 2022 году Отто выиграл свой первый титул «Челленджер» на турнире Trofeo Faip-Perrel и 7 ноября 2022 года вошел в топ-200 мирового рейтинга теннисистов-профессионалов.
После второго титула на Челленджере 2023 года в Читта-ди-Лугано и третьего титула в Лилле, финский теннисист дебютировал на турнирах Большого шлема. На Открытом чемпионате США 2023 года, пройдя квалификацию в основную сетку, он сыграл матч первого раунда против Томаса Мартина Этчеверри. В тяжёлом пятисетовом поединке победу праздновал аргентинец (3-6, 7-6, 6-1, 4-6, 6-7).
В мае 2024 года, на Открытом чемпионате Франции по теннису, Отто Виртанен сыграл в квалификации, где уступил в финале итальянцу Джулио Цеппьери. Однако, получил возможность как лаки-лузер выступить в основной сетке турнира. В первом раунде основного розыгрыша проиграл австрийцу Филипу Мисоличу.

## Рейтинг на конец года
| Год  | Одиночный рейтинг | Парный рейтинг |
| 2023 | 168               | 396            |
| 2022 | 175               | 299            |
| 2021 | 395               | 583            |
| 2020 | 610               | 1431           |
| 2019 | 1007              | 1722           |

## Выступления на турнирах

### Финалы турнировATPв одиночном разряде (0)

#### Поражение (0)
| Легенда                     |
| --------------------------- |
| Турниры Большого шлема (0)* |
| Итоговый турнир ATP (0)     |
| ATP Мастерс 1000 (0)        |
| АТР 500 (0)                 |
| АТР 250 (0)                 |

| Титулы по покрытиям | Титулы по месту проведения матчей турнира |
| ------------------- | ----------------------------------------- |
| Хард (0)            | Зал (0)                                   |
| Грунт (0)           | Зал (0)                                   |
| Трава (0)           | Открытый воздух (0)                       |
| Ковёр (0)           | Открытый воздух (0)                       |

* количество побед в одиночном разряде.